# Thecla upupa
Thecla upupa är en fjärilsart som beskrevs av Druce 1907. Thecla upupa ingår i släktet Thecla och familjen juvelvingar. Inga underarter finns listade i Catalogue of Life.